# دیوید سال
دیوید سال (انگلیسی: David Salle؛ زادهٔ ۱۹۵۲) نقاش، گراورساز و طراح صحنهٔ اهل ایالات متحده آمریکا است. او دانش‌آموختهٔ کارشناسی هنرهای زیبا و کارشناسی ارشد هنر از مؤسسه هنرهای کالیفرنیا در والنسیا، کالیفرنیا است. سلی در سگاپانک، نیویورک زندگی و کار می‌کند.

## برای مطالعهٔ بیشتر
- قره باغی، علی‌اصغر (مرداد ۱۳۸۰). «دیوید سال: کارگردان صحنه‌های تجسمی» (PDF). گلستانه. پرتال جامع علوم انسانی (۳۰).
- شریفیان، وحید (۱۸ فروردین ۱۳۸۳). «دیوید سال؛ گستاخی در چارچوب». تندیس. نورمگز (۲۲).(نیازمند آبونمان)